# Samuel Cuénoud
Samuel Cuénoud, né le 18 janvier 1838 et mort le 3 septembre 1912 à Lausanne, est un enseignant et une personnalité politique vaudoise.

## Biographie
Samuel Cuénoud suit les cours de l'école spéciale et reçoit son diplôme d'ingénieur en 1856. Professeur de mathématiques à l'école industrielle, il en assure la direction entre 1869 et 1874. Entre 1870 et 1874, il est professeur suppléant de mathématiques à la Faculté des sciences, puis professeur ordinaire de mécanique théorique en 1874-1875. Il démissionne pour prendre la direction de l'Hôpital cantonal qui déménage alors de la Mercerie dans ses nouveaux bâtiments du Champ de l'Air. Entré au Conseil communal en 1859 déjà, Samuel Cuénoud est élu syndic en 1882, député au Grand Conseil représentant le canton de Vaud et Conseiller national, charge qu'il abandonne en 1884 faute de disponibilité. Il démissionne de son poste de syndic en été 1897 pour prendre des fonctions à l'Union vaudoise du crédit. En 1906, il abandonne la politique et les affaires pour se consacrer aux siennes, soit au pensionnat de jeunes filles que gère sa famille à Lausanne.
Samuel Cuénoud a été syndic pendant les années difficiles du Palais de Rumine, celles de la Convention entre l'État et la Ville, du concours international d'architecture, et enfin des longs débats contradictoires sur le coût du palais, son emplacement, etc. Radical, en phase avec les patrons radicaux du canton, il n'a jamais varié son soutien à la construction de l'édifice défini par la convention de 1888, dont il a été signataire au nom de la ville de Lausanne. Dès le testament de Gabriel de Rumine connu, en 1871, Cuénoud avait lancé une pétition pour que le fonds soit employé à construire les bâtiments universitaires, en réaction à une autre pétition s'opposant à ce que Lausanne construise et paie pour le canton. 
Samuel Cuénoud a été apprécié par ses adversaires politiques et il est resté dans les mémoires comme l'homme du Palais de Rumine : pour les libéraux, « il fut un syndic très actif et très avisé et nous pourrions qualifier son administration de très heureuse s'il ne s'était pas prêté à laisser commettre la lourde, coûteuse et irréparable faute de l'édifice de Rumine dans ses talus du Chemin-Neuf » (La Gazette, du 4 septembre 1912). Pour l'organe de la gauche, Le Grutli, Samuel Cuénoud fut « un homme excellent, fils de poêlier, bon citoyen, honnête homme, magistrat d'une probité exemplaire », et s'il s'est rallié au Chemin-Neuf comme lieu où édifier le palais, c'est que « la discipline de parti était alors très forte » (6 septembre 1912).

## Sources
- « Samuel Cuénoud », sur la base de données des personnalités vaudoises sur la plateforme « Patrinum » de la Bibliothèque cantonale et universitaire de Lausanne.
- Dossier ATS/ACV
- Marc Kiener, Dictionnaire des professeurs de l'Université de Lausanne (1537-1890), Lausanne, 2005, p. 151-152
- Laurent Tissot, Politique, société et enseignement supérieur dans le canton de Vaud: l'Université de Lausanne 1890-1916, Lausanne, 1996
- François Chanson, « Le Palais de Rumine à Lausanne », in Revue suisse d'histoire et d'archéologie, 40, 1983, p. 40-59
- Pierre Alain Frey, Ivan Kolecek, Concours d'architecture et d'urbanisme en Suisse romande : histoire et actualité, Lausanne, 1995
- Pierre Alain Frey, "1874, Lausanne capitale fédérale : l'édilité publique comme facteur du marché immobilier et de l'aménagement urbain", in Matières, 1997, p. 47-55
- photographie de Chastelain et Gross, Patrie suisse, 1897, no 101, p. 187
- photographie de groupe à l'occasion du cinquantenaire de Stella dans le Palais, F. de Jongh, Lausanne Patrie suisse, (Arnold Bonard) 1908, no 373, p. 5-7 photo Patrie suisse (A. B.), 1904, no 270, p. 18-20